# Rob Wielaert
Rob Wielaert est un footballeur néerlandais, né le 29 décembre 1978 à Emmeloord aux Pays-Bas. Il évolue comme arrière droit ou stoppeur.

## Palmarès
PSV Eindhoven
- Eredivisie
  - Champion (1) : 2000

 FC Den Bosch
- Eerste divisie (D2)
  - Champion (1) : 2001